# Ларрусс (команда Формули-1)
Ларру́сс (фр. Larrousse) — команда Формули-1. Виступала у 1987—1994 роках. Засновники команди — колишній автогонщик Жерар Ларрусс і Дідьє Кальмель (первинна назва «Ларрусс і Кальмель» — фр. Larrousse & Calmels). Назва «Ларрусс» отримала навесні 1989 року після арешту Кальмеля за застосування зброї в домашній сварці.
У 1987–1991 роках команда використовувала шасі «Лола» під позначеннями LC87—LC91 відповідно. Найкращий результат був досягнутий в сезоні 1990 року, коли команда посіла 6-е місце в Кубку конструкторів, а Агурі Судзукі посів 3-є місце на домашньому для себе Гран-прі Японії.
У 1992 році використовувалося шасі LC92, побудоване французькою компанією «Вентурі» (Venturi), на якому команда набрала лише одне очко
Два останні сезони «Ларрусс» провела на шасі своєї конструкції, але його пілоти жодного разу не піднялися вище за 5-го місця на фініші. Команда страждала від нестачі коштів, ряд реорганізацій не допоміг їй, спроба об'єднання з командами молодших «формул» не увінчалися успіхом, і в 1995 році «Ларрусс» залишила Формулу-1.